# Roger the Engineer
Roger the Engineer ist ein Album der englischen Rockband The Yardbirds aus dem Jahre 1966. Es ist das einzige Album der Yardbirds mit ausschließlich von der Band geschriebenen Songs. Im Vereinigten Königreich wurde das Album unter dem Namen Yardbirds veröffentlicht, in den Vereinigten Staaten, Kanada, Deutschland und Frankreich als Over Under Sideways Down. Der zumeist verwendete inoffizielle Name „Roger the Engineer“ bezieht sich auf die Zeichnung auf dem Schallplattencover, die von Chris Dreja angefertigt worden war und den Toningenieur Roger Cameron zeigte. Später erschienen auch Neuauflagen des Albums unter diesem Namen.

## Aufnahme
Das Album wurde im Frühjahr und Sommer 1966 in den Advision Studios in London aufgenommen. Produzenten waren Paul Samwell-Smith und Simon Napier-Bell.

## Rezeption
In der Liste der 500 besten Alben aller Zeiten des Magazins Rolling Stone wurde das Album 2012 auf Position 350 geführt. Allmusic sieht das Album als das beste Studioalbum der Yardbirds mit einigen ihrer besten psychedelischen Aufnahmen, auch wenn es nicht zu den ganz großen Alben seiner Zeit gehöre.

## Titelliste
Alle Stücke wurden von Chris Dreja, Jim McCarty, Jeff Beck, Keith Relf und Paul Samwell-Smith geschrieben. Auf der US-Ausgabe wurden die Namen von Dreja und McCarty mit „Drega“ und „McCarthy“ angegeben. Alle Stücke wurden, wenn nicht anders vermerkt, in Stereo aufgenommen.

### Yardbirds (Vereinigtes Königreich)
Seite 1
1. Lost Woman
2. Over Under Sideways Down – Rechanneled stereo
3. The Nazz Are Blue
4. I Canʼt Make Your Way
5. Rack My Mind
6. Farewell

Seite 2
1. Hot House of Omagarashid
2. Jeffʼs Boogie – Rechanneled stereo
3. Heʼs Always There
4. Turn into Earth
5. What Do You Want
6. Ever Since the World Began

### Over Under Sideways Down (USA)
Seite 1
1. Lost Woman
2. Over Under Sideways Down
3. I Canʼt Make Your Way – Monoversion mit Intro, das bei der Stereoaufnahme fehlt
4. Farewell
5. Hot House of Omagarashid – Becks Gitarrenspiel unterscheidet sich deutlich von der UK-Version

Seite 2
1. Jeff’s Boogie
2. Heʼs Always There – Monoversion mit längerem Ausklang
3. Turn into Earth – Monoversion mit verändertem Schlagzeugintro
4. What Do You Want
5. Ever Since the World Began

## Besetzung
- Keith Relf – Gesang (außer bei „The Nazz Are Blue“), Mundharmonika
- Jeff Beck – Leadgitarre, Gesang bei „The Nazz Are Blue“, Bass bei „Over Under Sideways Down“
- Chris Dreja – Rhythmusgitarre, Begleitgesang, Klavier
- Paul Samwell-Smith – Bass (außer bei „Over Under Sideways Down“), Begleitgesang
- Jim McCarty – Schlagzeug, Begleitgesang, Perkussion

## Cover
- Chris Dreja – Zeichnung und bildnerische Gestaltung
- Jim McCarty – Covertext

## Veröffentlichung
Das Album wurde am 15. Juli 1966 bei Columbia veröffentlicht.
Die ursprüngliche amerikanische Ausgabe des Albums mit dem Titel „Over Under Sideways Down“ und einem anderen Cover enthält zwei Titel der englischen Ausgabe nicht: „The Nazz Are Blue“ und „Rack My Mind“. Einige Stücke unterscheiden sich von den entsprechenden Aufnahmen der englischen Ausgabe. Zudem gibt es Unterschiede zwischen den Mono- und Stereoversionen, in denen das Album veröffentlicht wurde.
1983 erschien in den Vereinigten Staaten eine Neuauflage mit dem ursprünglichen englischen Cover und dem Titel „The Yardbirds“. Diese Version enthält auch die zuvor fehlenden Titel sowie zwei zusätzliche Stücke von der Single „Happenings Ten Years Time Ago“, Rückseite „Psycho Daisies“, beide mit Jeff Beck und Jimmy Page.